# Collin Malcolm
Collin Anthony Malcolm (* 2. Juli 1997 in Ashland (Oregon)) ist ein US-amerikanischer Basketballspieler.

## Werdegang
Malcolm stand in der ewigen Korbjägerliste der Warner Pacific University auf dem fünften Rang, als er die in Portland gelegene und dem Verband NAIA zugehörige Hochschule 2019 verließ.
Der Flügelspieler begann seine Laufbahn als Berufsbasketballspieler in Georgien. Für die Mannschaft Batumi RSU erzielte Malcolm während der Saison 2019/20 im Durchschnitt 19 Punkte sowie 8,3 Rebounds je Begegnung. Das Fachmedium Eurobasket.com zeichnete ihn anschließend als Spieler des Jahres der georgischen Liga aus.
Auch beim finnischen Erstligisten Kauhajoki Karhu (Kauhajoen Karhu) war der US-Amerikaner Leistungsträger, er kam 2020/21 in 28 Begegnungen der Korisliiga auf einen Mittelwert von 18,1 Punkten. Mit Keravnos Strovolou wurde er 2022 Meister Zyperns, man gewann ebenfalls den Pokalwettbewerb des Landes sowie den Supercup. Wieder erhielt Malcolm von Eurobasket.com die Auszeichnung als Spieler des Jahres.
Trainer Tuomas Iisalo holte ihn im Sommer 2022 zum deutschen Bundesligisten Telekom Baskets Bonn. Mit den Rheinländern gewann Malcolm 2023 den Europapokalwettbewerb Champions League und wurde deutscher Vizemeister.
Gemeinsam mit Iisalo sowie fünf Bonner Mannschaftskameraden wechselte Malcolm 2023 nach Frankreich zu Paris Basketball. Mit der französischen Hauptstadtmannschaft gewann der US-Amerikaner 2024 den Europapokalwettbewerb Eurocup. Des Weiteren zog er mit Paris in der französischen Meisterschaft in die Endspiele ein, hier unterlag man AS Monaco. Im Ende April 2025 wurde man französischer Pokalsieger und im Juni 2025 französischer Meister, Malcolm fehlte in der Saisonschlussphase aber wegen einer Verletzung.
Im Sommer 2025 wechselte er zu Hapoel Tel Aviv nach Israel.